# Тотални обрт
Тотални обрт српски је квиз који се емитује од 15. јануара 2018. године на каналу Топ, а касније на каналу Нова.
Квиз садржи осам игара са речима, сликама, музиком и задацима у којима такмичари препознају познате градове и грађевине, најпопуларније уметнике, спортисте, глумце и звезде естраде или откривају сакривене појмове и речи, а играче пребацује у улогу детектива који прате остављене трагове да би дошли до коначног решења.

## Формат
Четири такмичара почињу заједничку игру борећи се међусобно за титулу победника, али и скупљајући заједно све освојене поене које ће победник пренети у завршну игру. Само победник иде даље и има шансу да побеђује из емисије у емисију и да освоји високе новчане награде.
Породична квиз игра свих генерација, у којој је најважнија обавештеност о догађајима, брзина реакције, спретност у решавању задатака, добро око, сећање на хит песме и певаче, домишљатост, логично повезивање података до проналаска правог одговора и права интуиција кога ћете изабрати за противника у дуелима.